# Sušački nogometni podsavez
La Sušački nogometni podsavez fu la sottofederazione calcistica di Sussak, una delle 15 in cui era diviso il sistema calcistico del Regno di Jugoslavia.. La dicitura della sottofederazione veniva abbreviata in SNP. All'epoca Sussak era divisa da Fiume, che era ancora parte del Regno d'Italia.
La neonata federcalcio croata decise di costituire una nuova sottofederazione per i club dell'Adriatico settentrionale. La sottofederazione venne fondata il 4 febbraio 1940 a Sussak (Sušak in croato). In precedenza, questo territorio era noto come I Župa ZNP, ovvero la "Prima parrocchia della sottofederazione calcistica di Zagabria".
Questa sottofederazione ebbe vita breve: la prima edizione, nel 1940, venne vinta dall'Orijent, la seconda venne interrotta (ultime partite il 30 marzo) poiché il 6 aprile 1941 le potenze dell'Asse cominciarono l'invasione della Jugoslavia.

## Albo d'oro
Fino al 1939 il territorio di Sussak componeva la I Župa ("parrocchia") e la squadra vincitrice sfidava le vincitrici delle altre parrocchie che componevano la sottofederazione di Zagabria per il titolo di campione provinciale.
Una volta divenuta sottofederazione indipendente, le vincitrici incrociavano le vincitrici delle altre sottofederazioni per la promozione nel campionato nazionale.
Fino al 1922 sono stati disputati solo tornei amichevoli poiché il territorio di Sussak era ancora rivendicato dal Regno d'Italia.
| Stagione                   | Vincitore       | Classifiche |
| -------------------------- | --------------- | --- |
| 1. ŽUPA ZNP                |                 | |
| 1922-23                    | Orijent         | Semifinale: Viktorija Sušak-Orijent 0-6. Finale: Orijent-Slavija Sušak 3-0 |
| 1923-24                    | Orijent         | Primo turno: Orijent-Slavija Sušak n.d., Primorac Sušak-Viktorija Sušak n.d. Semifinale: Primorac Sušak-Orijent 1-8 Finale: Orijent-Val Crikvenica n.d. |
| 1924-25                    | Orijent         | Primo turno: Slavija Sušak-Frankopan Sušak 0-4, Orijent-Primorac Sušak 7-1, Val Crikvenica-Viktorija Sušak 1-2 Semifinali: Frankopan Sušak-Orijent 4-6, Viktorija Sušak-NŠK Pilana Plaški n.d. Finale: Orijent-Viktorija Sušak 4-1                                                                                  |
| 1925-26                    | Viktorija Sušak | Semifinale: Viktorija Sušak-Orijent 4-2. Finale: Viktorija Sušak-Val Crikvenica (ritiro Crikvenica) |
| 1926-27                    | Val Crikvenica  | Semifinali: Val Crikvenica-Viktorija Sušak 4-1, Frankopan Sušak-Orijent (ritiro Orijent). Finale: Val Crikvenica-Frankopan Sušak 3-0 |
| 1927-28                    | Orijent         | Finale: Orijent-Val Crikvenica 4-1 |
| 1928-29                    | Orijent         | Finale: Orijent-Val Crikvenica 4-1 |
| 1929-30                    | Orijent         | Semifinale: Triglav Sušak-Jela Sušak 3-1. Finale: Orijent-Triglav Sušak 2-1 |
| 1930-31                    | Orijent         | Orijent 9, Jela Sušak 6, Triglav Podvežica 6, Viktorija Sušak 3, Jadran Crikvenica 3, Slavija Trsat 2. GŠK Senj e NGŠK N.Vinodolski ritirate |
| 1931-32                    | Orijent         | Orijent 17, Jadran Crikvenica 14, Jela Sušak 10, Viktorija Sušak 9, Triglav Podvežica 6, Slavija Trsat4 |
| 1932-33                    | Slavija Trsat   | Slavija Trsat 17, Viktorija Sušak 15, Orijent 14, Jela Sušak 6, Triglav Podvežica 4, Jadran Crikvenica 4 |
| 1933-34                    | Orijent         | Orijent 33, Viktorija Sušak 32, Slavija Trsat 26, Kraljevica 26, Jela Sušak 23, Građanski Bakar 12, Delnice 12, Jadran Kostrena 12, Primorje Krasica 0, NGŠK N.Vinodolski 0 |
| 1934-35                    | Orijent         | Orijent 21, Jela Sušak 19, Slavija Trsat 14, Jadran Kostrena 14, Građanski Bakar 6, Kraljevica 2, Primorje Krasica 2. Viktorija Sušak ritirato |
| 1935-36                    | Orijent         | Finale: Viktorija Sušak-Orijent 1-1 e 1-2. Altre partecipanti: Slavija Trsat, Jela Sušak, Kraljevica, Jadran Kostrena, SK Kostrena, Primorje Krasica, Triglav Podvežica, Delnice |
| 1936-37                    | Orijent         | Orijent 18, Viktorija Sušak 17, Jela Sušak 10, Slavija Trsat 7, Jadran Kostrena 4, Triglav Podvežica 4 |
| 1937-38                    | Orijent         | Orijent 30, Viktorija Sušak 26, Slavija Trsat 22, Jadran Kostrena 21, Jela Sušak 20, Triglav Podvežica 11, Kraljevica 10, SK Kostrena 4, Delnice 0 |
| 1938-39                    | Jela Sušak      | Jela Sušak 17 (52-10), Orijent 17 (48-7), Crikvenica 14, Viktorija Sušak 10, Jadran Kostrena 9, Slavija Trsat 7, Zamet Sušak 6, Triglav Podvežica 4, Senjski SK 2, SK Kostrena 0. Delnice, Kraljevica e Primorje Krasica ritirate                                                                                   |
| SOTTOFEDERAZIONE DI SUSSAK |                 | |
| 1939-40                    | Orijent         | Classifica gruppo A: Orijent 14, Jela Sušak 12, Crikvenica 9, Triglav Podvežica 7, Jadran Kostrena 6, Slavija Trsat 5, Viktorija Sušak 2, Zamet Sušak 1 Partecipanti gruppo B: Hreljin, Zamet, Grobničan Čavle, ŠK Kostrena, Senjski ŠK, Vinodol, Kraljevica, Delnice, Primorje Krasica Finale: Orijent–Hreljin 4–3 |
| 1940-41                    | —               | Orijent 21, Jela Sušak 17, Jadran Kostrena 12, Crikvenica 11, Triglav Podvežica 10, Slavija Trsat 6, Viktorija Sušak 6, Zamet Sušak 1 Campionato interrotto a causa della guerra. |

### Play-off
| Stagione | Rappresentante Sussak | Avversario           | And. | Rit. | Turno            |
| -------- | --------------------- | -------------------- | ---- | ---- | ---------------- |
| 1922-23  | Orijent               | Olimpija Karlovac    | 3–0  | —    | Quarti di finale |
| 1922-23  | Orijent               | Virovitica           | 2–0  | —    | Semifinali       |
| 1922-23  | Orijent               | VŠK Varaždin         | 0–1  | —    | Finale           |
| 1923-24  | Orijent               | Olimpija Karlovac    | n.d. | —    | Quarti di finale |
| 1924-25  | Orijent               | ČŠK Čakovec          | n.d. | —    | Quarti di finale |
| 1925-26  | Viktorija Sušak       | BGŠK Bjelovar        | 0–5  | —    | Semifinali       |
| 1926-27  | Val Crikvenica        | BGŠK Bjelovar        | 0–3  | —    | Quarti di finale |
| 1927-28  | Orijent               | Karlovac             | rit. | —    | Quarti di finale |
| 1927-28  | Orijent               | BGŠK Bjelovar        | 2–5  | —    | Semifinali       |
| 1928-29  | Orijent               | Građanski Karlovac   | 0–2  | —    | Ottavi di finale |
| 1929-30  | Orijent               | Križevci             | 1–2  | —    | Ottavi di finale |
| 1930-31  | Orijent               | ČŠK Čakovec          | 1–1  | 2–2  | Quarti di finale |
| 1930-31  | Orijent               | Segesta              | 3–3  | 1–4  | Semifinali       |
| 1931-32  | Orijent               | BGŠK Bjelovar        | 2–4  | 5–5  | Quarti di finale |
| 1932-33  | Slavija Trsat         | BGŠK Bjelovar        | 0–3  | 1–1  | Quarti di finale |
| 1933-34  | Orijent               | Slavija Varaždin     | 0–2  | 2–2  | Quarti di finale |
| 1934-35  | Orijent               | Građanski Karlovac   | 1–0  | 7–2  | Quarti di finale |
| 1934-35  | Orijent               | Slavija Sisak        | 3–2  | 1–3  | Semifinali       |
| 1935-36  | Orijent               | Viktorija Karlovac   | 0–0  | 3–2  | Quarti di finale |
| 1935-36  | Orijent               | BGŠK Bjelovar        | 1–2  | 3–4  | Semifinali       |
| 1936-37  | Orijent               | Viktorija Karlovac   | 1–0  | 6–2  | Quarti di finale |
| 1936-37  | Orijent               | BGŠK Bjelovar        | 1–1  | 0–4  | Semifinali       |
| 1937-38  | Orijent               | Slavija Sisak        | 1–0  | 2–0  | Quarti di finale |
| 1937-38  | Orijent               | BGŠK Bjelovar        | 0–1  | 0–0  | Semifinali       |
| 1938-39  | Jela Sušak            | Građanski Karlovac   | 4–0  | 0–3  | Quarti di finale |
| 1938-39  | Jela Sušak            | VŠK Varaždin         | 5–1  | ?    | Semifinali       |
| 1938-39  | Jela Sušak            | BGŠK Bjelovar        | 4–1  | 1–8  | Finale           |
| 1939-40  | Orijent               | Građanski Šibenik    | 4–2  | 1–2  | Semifinali       |
| 1939-40  | Orijent               | Željezničar Zagabria | 1–2  | 0–5  | Finale           |